# 木戛乡
木戛乡（佤语：ndaex glag:1042），是中华人民共和国云南省普洱市澜沧拉祜族自治县下辖的一个乡镇级行政单位。

## 行政区划
木戛乡下辖以下地区：
邦利村、勐糯村、哈卜吗村、拉巴村、南六村和富角村。